# Vergemoli
Vergemoli (pronunciare Vergèmoli) è una frazione del comune di Fabbriche di Vergemoli, nella provincia di Lucca.
È stato fino al 2013 un comune autonomo, uno dei più piccoli della Toscana. Le frazioni del comune di Vergemoli erano: Fornovolasco, Calomini, San Pellegrinetto e Campolemisi.

## Origini del nome
L'etimologia del nome Vergemoli è controversa. Potrebbe derivare dalla posizione del paese, il quale sorge sullo spartiacque di due valli: vallis gemina: oppure dal latino virga, vale a dire piccolo piantonaio, da cui sarebbe derivato il nome Virgemulum. Ancora da ver (radice di vertice), vale a dire luogo alto e da moli, nel significato di macine: il nome significherebbe perciò molino in alto, facendo riferimento alla numerosa presenza di tali strutture sul territorio. Il termine potrebbe però richiamare anche un nome locale attestato nell'anno 800: Gemini, ma anche la sua variante Gemola. Entrambi i nomi, sono, infatti, presenti in Garfagnana, ma potrebbero riflettere anche il termine geminus, vale a dire gemello, doppio, riconducibile nuovamente a questi luoghi per la presenza del paese di fronte a un'altra valle simile, appunto gemella.

## Storia

### Periodo medievale
Intorno all'anno mille, la volontà di aumentare i propri possedimenti animava i vari vassalli e valvassori della Versilia e della Lunigiana, inducendoli nel tempo ad insediare le proprietà della Chiesa di Lucca che, per difendere i propri beni e mantenere i benefici pecuniari, nella persona del Vescovo incominciò ad allivellarli ai nobili della Garfagnana.
Uno di questi allivellamenti dell'anno 996, ci permette di stabilire con certezza l'esistenza di Vergemoli. Con tale atto infatti vennero allivellati da Gherardo, Vescovo di Lucca, a Sisemondo del fu Sisemondo, consorte dei Roladinghi, la metà dei beni e delle decime delle pievi di San Cassiano e San Giovanni di Gallicano.
[...] Seo et livell. Nom. Ec idest mediet. ex integra de omnem In reditum edibitionem illum, seo offersionem quantas sing. Hominibus qui sunt abitantibus in villis illis, nuncupante Viegemulo, Marciana, Burciano, Mulatiano.
Nel 1260 le chiese di San Quirico di Vergemoli e di San Tommaso di Calomini furono annoverate nell'elenco delle chiese e degli altri luoghi sacri appartenenti alla Diocesi di Lucca. Tale diocesi, in cui si trovavano 91 chiese, era divisa nelle pievanie di Loppia, Gallicano, Pieve Fosciana e Careggine. Nell'elenco, accanto al nome di ogni chiesa, era riportato un numero romano e per le chiese di S. Quirico di Vergemoli e di S. Tommaso di Calomini furono riportati rispettivamente le cifre LXXV e LVII. Ciò secondo alcuni studiosi aveva il compito di indicare il valore dell'estimo appartenente ad ogni singola chiesa, mentre per altri indicavano la tassa pagata per sovvenzionare la settima crociata.
Nel 1383, con la vittoria della fazione guelfa, il Comune di Lucca pacificò tutto il contado e divise la Garfagnana, con la sola eccezione del feudo vescovile di Sala a Piazza al Serchio, in quattro vicarie: Castiglione, Camporgiano, Coreglia e Barga; quest'ultima comprendeva i territori di Vergemoli e Calomini, mentre per quanto riguarda Fornovolasco, non citato, si può presumere che fosse anch'esso annesso a tale vicaria. Questa situazione rimase immutata fino al 1331 anno in cui i lucchesi sconfitti dai fiorentini, persero Barga che diventò enclave del governo di Firenze. Sorse allora la vicaria di Gallicano, in cui confluirono anche Vergemoli, Fornovolasco e Calomini.
Il 1429 è l'anno della divisione della Garfagnana, che durerà fino all'Unità d'Italia (escludendo il periodo napoleonico). L'anno precedente, la defenestrazione di Paolo Guinigi, Signore di Lucca e lo stato di anarchia che ne conseguì, rese impossibile la difesa dei possedimenti lucchesi in Garfagnana.
Durante le scorrerie e gli assedi che le truppe fiorentine attuavano ai danni della città di Lucca e delle terre di Garfagnana, alcuni comuni si arrendevano senza opposizione a Firenze per evitare i danni di un'inutile resistenza, mentre altri ricorrevano alla protezione di Niccolò III d'Este, marchese di Ferrara, con una dichiarazione di sudditanza.
Il primo tra i comuni che si affidarono alla protezione degli Estensi fu quello di Sillico e le condizioni fissate in un atto del 1429, dal marchese di Ferrara, furono così lusinghiere e favorevoli, da incoraggiare altri numerosi comuni nell'aderire allo stato Estense.
Gli abitanti del comune di Sillico erano, infatti, accettati come sudditi estensi e di conseguenza esonerati dal pagamento di gravezze pecuniarie e personali. In più, il commercio con lo Stato del marchese di Ferrara era libero e perciò privo di dazi e gabelle e i sudditi potevano portare armi per la propria difesa in tutto lo Stato. Il ricavato delle tasse e di ogni altro tipo di tassazione era lasciato per intero al comune stesso, che lo avrebbe amministrato nel proprio interesse e come meglio avrebbe creduto.
Così il tre febbraio 1430 Niccolò III accordò la propria protezione e potestà a parecchi comuni garfagnini, tra cui Pieve Fosciana, Corfino, Castelnuovo e Gragnanella.
Poco dopo si dettero in accomandigia allo stesso Niccolò III anche Vergemoli, Calomini, Gallicano, Trassilico, Fornovolasco, insieme con altri comuni limitrofi, con l'avvertenza che il marchese Niccolò avrebbe dovuto rendere queste terre a Lucca appena terminata la guerra tra lucchesi e fiorentini.
Nel 1446 si unirono allo Stato Estense quelle terre di Garfagnana tornate in possesso dei fiorentini, a seguito di nuove rappresaglie tra Firenze e Lucca. A nulla valsero i tentativi che i lucchesi fecero per estendere nuovamente il loro controllo sulle tante terre perse nel corso degli anni.
Il governo lucchese portò addirittura la questione davanti al Papa Niccolò V, per spingerlo a negare l'investitura a Borso d'Este come Duca di Modena e Reggio, fino a quando non avesse restituito le terre che i suoi predecessori avevano accorpato allo Stato Estense.
Nell'aprile del 1451 il Papa sentenziò che lo Stato Estense poteva tenere legittimamente le terre acquisite dai suoi predecessori (tra cui Vergemoli, Calomini e Fornovolasco), ma che avrebbe dovuto restituire a Lucca quelle incorporate durante gli ultimi conflitti.
Il territorio garfagnino risultava così diviso: da una parte le vicarie estensi di Castelnuovo (istituita nel 1430), di Camporgiano (istituita nel 1436), di Trassilico e delle terre nuove (entrambe istituite nel 1451); dall'altra Gallicano, Castiglione e Minucciano sotto la Repubblica di Lucca; nel mezzo Barga, unico territorio di pertinenza fiorentina.
Per inquadrare la sorte che ebbe il comune di Vergemoli nell'ambito di questa spartizione, occorre dire che la vicaria di Tressilico a sua volta risultava composta da: Trassilico, Valico di Sopra, Valico di Sotto con le Fabbriche, Fornovolasco, Vergemoli, Calomini, Brucciano, Molazzana ed infine Cascio.
De Stefani riferisce di successivi contrasti tra gli abitanti delle terre estensi e quelli che invece dipendevano da Lucca, le continue ritorsioni ed i futili pretesti che ogni volta riaccendevano le liti e i dissensi. Uno di questi episodi riguarda anche Vergemoli e Calomini che furono incendiati per mano dei lucchesi, insieme con altri paesi, il giorno 17 luglio 1583 per una lite cominciata con il taglio d'alberi in territorio estense, per mano degli abitanti delle zone lucchesi confinanti.
Anche parroci ed eruditi, oltre agli storici locali, ci testimoniano attraverso i loro scritti questa tormentata situazione. Valentino Carli, parroco di Vergemoli nel XVII secolo, racconta di scontri e liti avvenuti nel 1594 e nel 1603 tra gli abitanti di Fornovolasco e quelli di Stazzema. Paolo Pellegrino racconta di come nel 1613, Cosimo II Granduca di Toscana, attraversato il fiume Petrosciana, cercò di condurre le proprie truppe a nord ma fu fermato a Fornovolasco.
Gli Statuti comunali, oltre ad essere il testo di legge fondamentale per la comunità, forniscono un quadro minuzioso della vita locale, grazie alle norme particolari che regolavano ogni aspetto della vita quotidiana.
Gli esempi più antichi sono uno Statuto di Calomini del 1586 e uno di Vergemoli del 1654. Numerose norme riguardano la pastorizia e regolano, in modo ferreo ed accurato, ogni aspetto relativo a questa attività (dal periodo in cui era possibile far pascolare i greggi, alle zone in cui il pascolo era vietato), fondamentale per la sussistenza delle comunità montane di quell'epoca. Le sanzioni previste per chi trasgrediva queste norme erano fissate in due o tre soldi, più un ducatone da versare per ogni capo di bestiame che era stato colto in divieto. Oltre a queste notizie, nello Statuto di Vergemoli compare una norma sulla raccolta delle ghiande: affinché tutte le famiglie ne avessero una giusta quantità, la raccolta fu limitata ad un solo membro per famiglia. Le risorse alimentari erano talmente ridotte ed indispensabili alla sussistenza della comunità, che la diffidenza nei confronti degli stranieri era più che sentita e si cercava in ogni modo di evitare che, con la loro presenza, mettessero a rischio il delicato equilibrio tra abitanti e risorse. Ad esempio, a Vergemoli esisteva l'obbligo per i forestieri di chiedere il permesso per un soggiorno lungo più di tre giorni, pena la sanzione di un ducato. Nello Statuto di Calomini del 1586, si vietava di affittare case, metati o capanne a stranieri senza l'autorizzazione dell'autorità locale. Sulle norme in materia di agricoltura e di silvicoltura, lo Statuto di Calomini ha disposizioni più precise e dettagliate di quello di Vergemoli. Infatti, si proibisce il taglio indiscriminato ed abusivo di piante da frutto quali castagno, noci, peri, ma anche querce e cerri. L'abbattimento delle piante era vincolato al parere espresso dalle autorità comunali, che potevano concedere il taglio d'alberi, con l'esenzione da dazi, a chi aveva necessità di legname per costruire case o altri fabbricati. All'epoca doveva anche essere frequente il furto di prodotti agricoli, perché lo Statuto prevedeva in tali casi multe molto alte.
Particolare è anche la diversità delle disposizioni tra lo Statuto di Vergemoli e Calomini, in materia di religione e costume.

### XVIII secolo
Dell'agosto 1724 è una bolla vescovile relativa all'oratorio di Vergemoli (recentemente restaurato), dedicato a sant'Antonio di Padova, che fu aperto al culto con la benedizione rituale del parroco don Camillo Freudiani. L'oratorio era assoggettato ad una serie di vincoli posti a favore della chiesa dei SS. Quirico e Giulitta: ad esempio, la messa doveva essere celebrata principalmente nella chiesa parrocchiale ed eventualmente nell'oratorio; i sacramenti non venivano amministrati nell'oratorio, senza il permesso del parroco e in caso di controversie, prevalevano le ragioni della parrocchia.
La situazione di Vergemoli e degli altri comuni sotto il governo estense si svolse senza grossi cambiamenti fino all'invasione napoleonica, quando la Garfagnana fu annessa, con l'ex Ducato di Modena nel 1797, alla Repubblica Cisalpina e poi al Regno italico.
Durante tale periodo furono promulgate le leggi di soppressione religiosa, che tra il giugno e l'agosto del 1798, così come accadde in tutti i territori conquistati da Napoleone, portarono alla chiusura, anche in Garfagnana, di oltre cento istituzioni religiose. L'eremo di Calomini, oltre a vedersi confiscare tutti gli arredi sacri e le suppellettili che si trovavano all'interno dell'oratorio e dell'eremo stesso, fu defraudato di tutti i terreni ed i lasciti che il Direttorio nazionale aveva avocato a sé, i quali furono posti subito in vendita.
Contro tale decisione cercò di intervenire la comunità di Vergemoli, che riuscì a farsi donare gli immobili rimasti invenduti insieme con la chiesa ed il romitorio, con l'onere per altro del loro mantenimento.
Il primo gennaio 1801 Vergemoli divenne comune autonomo, staccandosi dalla vicaria di Trassilico da cui dipendeva dal primo gennaio 1451.
Nell'anno 1801 ebbe origine la comunità di Vergemoli e essendo prima di quell'epoca e cioè sino dal gennaio 1451, dipendente dalla vicaria di Trassilico, come risulta dai libri dei colloqui d'amministrazione comunale esistenti presso questo ufficio ove si dichiara che nell'anno 1800 il 1º gennaio fu tenuto l'ultimo parlamento Vicariale Trassilico.
Questo Comune che è di religione Cristiana, si compone di cinque sezioni e cioè: Vergemoli, capoluogo e propositura, Calomini parrocchia, Fornovolasco parrocchia, San Pellegrinetto cura e Campolemisi cura perché dipendenti dalla parrocchia di Trassilico per lo spirituale.
La popolazione complessiva del Comune di Vergemoli ascende sotto il giorno di oggi a 2 171 abitanti e generalmente sono tutti amanti dell'agricoltura e dell'industria, una cioè non basta per superare la grande miseria di questo circondario e però nella stagione invernale molta popolazione si trasporta all'estero e in particolare modo nell'isola di Corsica per procacciarsi il necessario vitto. […] La posizione di questa Comune è alquanto alpestre è però dominata dai venti e pioggia e nell'inverno da nevi e gelo, ma a onta di tutto questo si hanno discreti prodotti e raccolti e il maggiore generale raccolto prodotto sono le castagne ed il bestiame; abbondano poi i boschi e scarseggia di terreno coltivato in cui seminano grano, scandella, patate e fagioli e nei migliori campi formentone e canapa. Vi è pure la coltivazione delle viti, quantunque da sei anni s'abbia perduto il raccolto dietro la generale malattia detta grittogama, che si sviluppa al tempo dell'infiorizione e a poco a poco distrugge l'uva dissecandola o rompendosi prima della maturazione.

Territorio dell'ex comune di Vergemoli all'interno della provincia di Lucca.

### XIX secolo
Con la proclamazione del Regno d'Italia nel 1860 Vergemoli, con tutta la Garfagnana, fu annesso alla provincia di Massa e Carrara, ma nel 1923 entrò a far parte della provincia di Lucca definitivamente.
Nel 1822 a Vergemoli fu ampliata la piazza (dedicata a don Antonio Fiorani), antistante la chiesa di S. Quirico e Giulitta, a seguito dell'abbattimento di due case appartenenti una ai fratelli Forli e l'altra ad Ottavio Tommasi; il centro storico del paese assumeva così la struttura che ha tutt'oggi.
Nel 1844, a seguito di un accordo tra il Granducato di Toscana ed il Ducato di Modena, fu progettata la "strada della Versilia", che da Castelnuovo Garfagnana, passando per Sassi, Eglio, Brucciano, Fornovolasco, arrivava a Stazzema in Versilia (26 km), rimarcando la vecchia mulattiera.
Nel 1857 furono finanziati i lavori per la "strada della Versilia", ma con la fine del dominio degli Estensi nel 1859 e la proclamazione del Regno d'Italia, il progetto non prese mai l'avvio.
Nel 1879 la popolazione del Comune di Vergemoli era di 1 980 abitanti, così distribuiti: Vergemoli aveva 601 abitanti, divisi in 118 famiglie; Campolemisi aveva 328 abitanti, suddivisi in 68 famiglie; Fornovolasco 297 abitanti, per 84 famiglie; Calomini aveva 254 abitanti, divisi in 52 famiglie ed infine S. Pellegrinetto 500 persone, divise in 83 famiglie.

### Simboli
Lo stemma di Vergemoli si blasonava:
Quello di Vergemoli era uno stemma complesso nel quale si fondevano tradizioni, territorio e leggende. I tre monti potrebbero ricordare la natura del territorio e in particolare la Pania della Croce, le due bandiere due stati confinanti ed infine le stelle, unione di più popoli della nuova comunità. Tutto questo potrebbe però anche riferirsi allo stemma dei monaci olivetani di San Ponziano di Lucca, i quali furono presenti per diversi secoli nella zona. Continuando, la freccia posta orizzontalmente nella parte inferiore dello scudo bipartito, potrebbe ricordare l'antica presenza di miniere di ferro e la sua lavorazione per la produzione di armi e strumenti da lavoro. Il compasso potrebbe rifarsi al nome della località, fra le due valli (vallis gemina) e la mezza luna raffigurata con tratti umani, alla serenità e alla bellezza dei luoghi.
Il gonfalone era un drappo di azzurro.

## Monumenti e luoghi d'interesse

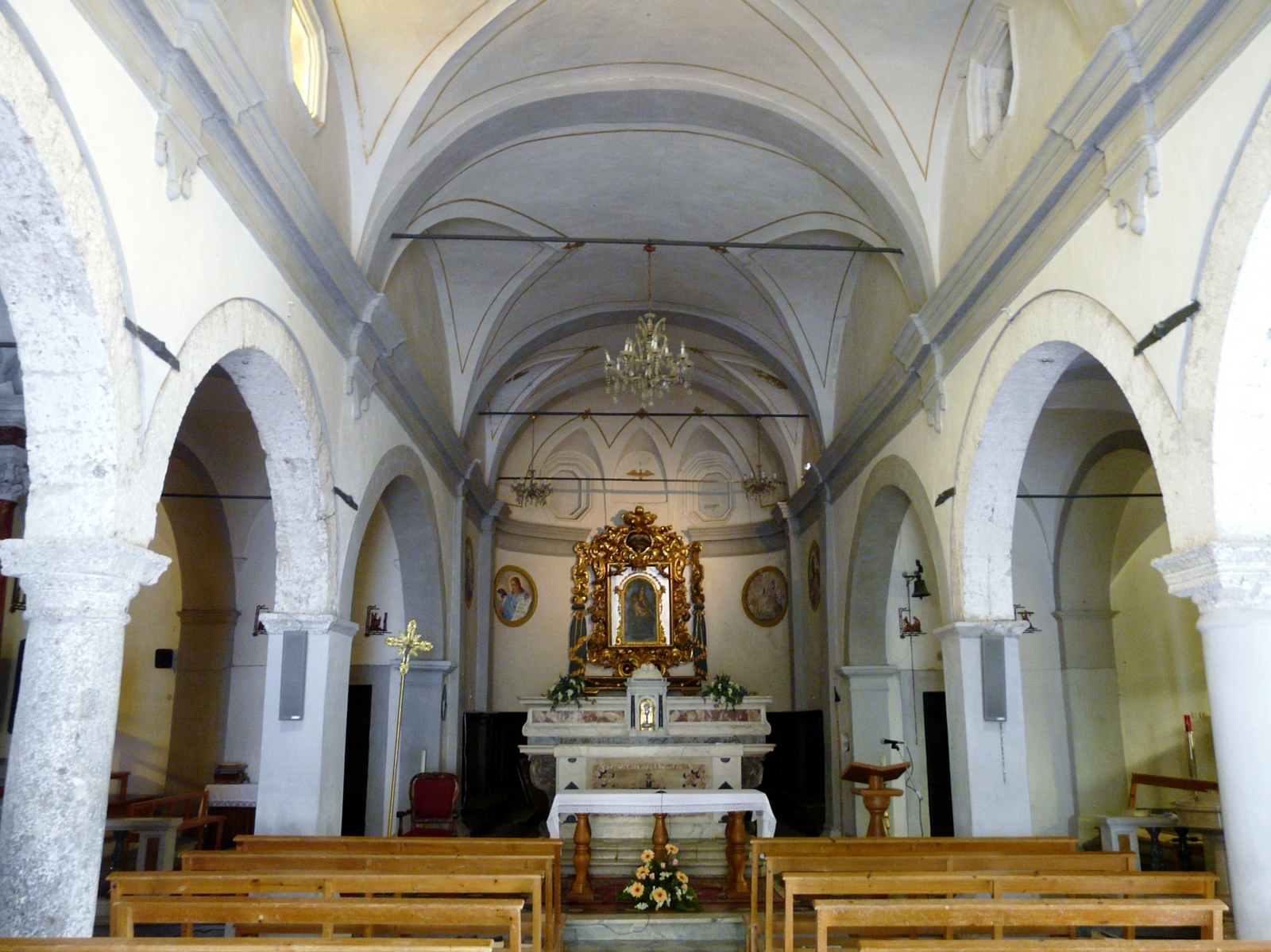
Interno della Chiesa dei Santi Quirico e Giuditta

Tra i monumenti e i luoghi di maggiore rilievo a Vergemoli citiamo qui la Chiesa di Sant'Antonio, la Chiesa dei Santi Quirico e Giulitta, il Palazzo Roni e la Fontana Bernarda.
Inoltre sono da menzionare il Parco del Levigliese e l'Eremo di Calomini.

## Il giornalinoLa Tramontana
Pur essendo un piccolo paese, Vergemoli ha un proprio giornalino, La Tramontana, che ogni tre mesi esce con un nuovo numero, assieme al calendario, riguardanti il paese e le sue ex frazioni. Il primo numero del giornalino è uscito nel dicembre del 2004.

## Detti sul paese

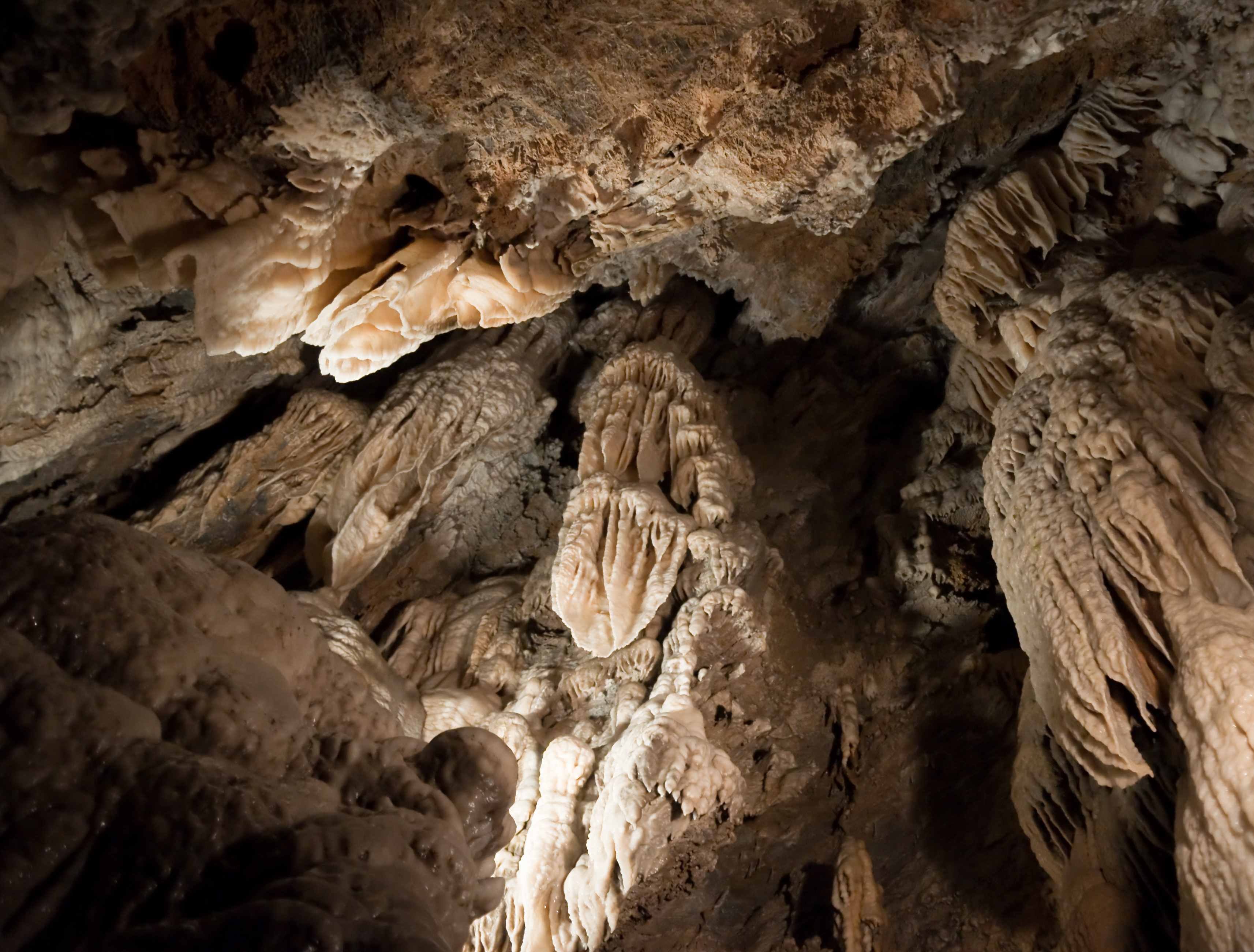
La Grotta del Vento

"Vergemoli ha le mura di menta, piange chi esce, ride chi entra"

## Società

### Evoluzione demografica
Qui sono riportati i dati demografici del vecchio comune di Vergemoli; il comune comprendeva anche le frazioni di:
Fornovolasco, Calomini, San Pellegrinetto e Campolemisi.
Abitanti censiti; per gli ultimi censimenti si evidenzia in blu la popolazione residente nel centro abitato di Vergemoli, in verde quella residente nei vecchi confini comunali.

### Etnie e minoranze straniere
Secondo i dati ISTAT al 31 dicembre 2011 la popolazione straniera residente nella frazione consisteva in 6 persone, pari al 4,2% della popolazione.